# Euphoria (software)
Euphoria é um motor de animação para jogos criado pela NaturalMotion baseado na tecnologia proprietária da empresa para animar personagens 3D em tempo real "baseada na simulação total do personagem 3D, incluindo corpo, músculos e sistema nervoso motor", chamada de Dynamic Motion Synthesis. Em vez de usar animações pré-definidas, as ações e reações dos personagens são geradas em tempo real; elas são diferentes todas as vezes, mesmo se a ação for repetida da mesma forma. Enquanto a maioria dos videogames atuais utilizam "bonecos de pano" flácidos para animações geradas em tempo real, Euphoria emprega um método mais complexo para animar a totalidade dos objetos fisicamente ligados dentro do ambiente de jogo. O motor deveria ter sido usado num jogo do Indiana Jones que foi cancelado. De acordo com o site oficial, Euphoria pode ser executado nas plataformas Microsoft Windows, OS X, Xbox 360, Xbox One, PlayStation 3, PlayStation 4, iOS e Android, e é compatível com todos os motores de física comerciais.
Um comunicado de imprensa que foi incluído no segundo trailer eventualmente confirmou que Grand Theft Auto IV seria o primeiro jogo da Rockstar a utilizar Euphoria. Red Dead Redemption foi o segundo jogo da empresa a usar esse motor, seguido por Max Payne 3, Grand Theft Auto V e Red Dead Redemption 2. Os jogos Star Wars: The Force Unleashed e The Force Unleashed II também usam Euphoria.
O motor de física Euphoria é usado no motor de jogo Rockstar Advanced Game Engine. A tecnologia também faz parte do programa de parceiros integrados da Unreal Engine 4.

## Softwares que usam Euphoria
- Em fevereiro de 2007, NaturalMotion e Rockstar Games anunciaram que o motor Euphoria seria utilizado em futuros títulos da Rockstar.[7]
- Em agosto de 2007, a NaturalMotion anunciou que Backbreaker, um jogo de futebol americano, empregaria Euphoria para gerar tackles em tempo real, em vez de animações pré-renderizadas.[8]
- A edição de julho de 2009 da Game Informer confirmou que Max Payne 3 também incluiria Euphoria, juntamente com o motor de jogo RAGE.[9]
- O título da NaturalMotion para iOS "Clumsy Ninja" também usa Euphoria, e é o primeiro jogo para dispositivos móveis a utilizar o motor.[10]